# João Evangelista Santiago Dino
João Evangelista Santiago Dino, detto Paulo César (Surubim, 11 maggio 1952 – 4 ottobre 2022), è stato un calciatore brasiliano, di ruolo attaccante.

## Biografia
Nato nello Stato di Pernambuco, visse inizialmente a Recife. Si trasferì poi svariate volte, seguendo la sua carriera calcistica; nel 1981 giunse in Ecuador, dapprima a Guayaquil e in seguito a Quito. In quest'ultima città morì sua moglie, di nazionalità brasiliana; si risposò più avanti con una donna ecuadoriana. Dopo avere concluso la sua carriera nel calcio, si è stabilito a Guayaquil, avviando una propria attività; ha quattro figli.

## Caratteristiche tecniche
Giocò come attaccante: ricopriva il ruolo di centravanti, vestendo dunque la maglia numero 9. Pur non essendo dotato di un'affinata abilità tecnica, risaltò per le sue doti di realizzatore: era particolarmente abile nei colpi di testa e nel trovare la giusta posizione all'interno dell'area di rigore per poter più agevolmente concludere a rete.

## Carriera

### Club
Cresciuto giocando a calcio a Recife, fece parte, nei primi anni 1970, della rosa del Cacique e dell'Independente, due società minori dello Stato di Pernambuco. Nel 1974, grazie alla mediazione di un amico, firmò un contratto per il Parnahyba, formazione del Campionato Piauiense. Con la società dalla maglia bianco-blu divenne titolare e ottenne il secondo posto nel campionato statale sia a livello di squadra che a livello individuale nella classifica dei marcatori; nel 1977 venne ceduto al Moto Club di São Luís, nello Stato di Maranhão, e lì vinse il torneo statale e primeggiò per numero di reti segnate con 22 reti. Dopo un prestito al Paysandu giocò durante il IV Copa Brasil rappresentando i colori del Moto Club: in 14 gare segnò 4 volte. Passò poi al Ferroviário di Ceará per 200 000 cruzeiros; nel corso del torneo statale segnò 29 reti, risultando il capocannoniere. Il Santa Cruz lo acquistò per sopperire alla partenza del centravanti Neinha, pagandolo 1 800 000 cruzeiros. Nel 1981 lasciò il Brasile per l'Ecuador, giacché il suo cartellino era stato acquistato dal Barcelona di Guayaquil; a causa di un problema di trasferimento, la società giallo-nera decise di mandarlo in prestito all'LDU Quito, in attesa di poter completare il passaggio. Con la formazione dalla maglia bianca Paulo César segnò 25 volte, mettendo a referto il terzo titolo di capocannoniere della sua carriera. Il Barcelona decise dunque di integrarlo nella propria rosa. Nel 1983 fu nuovamente miglior marcatore del campionato, con 28 gol; precedette il connazionale Alcides, che ne aveva realizzate con 22. Nel 1985 passò al Filanbanco, dove disputò una buona stagione, senza tuttavia giungere alla vittoria del titolo nazionale. Concluse la carriera giocando del Deportivo Quevedo, vincendo il titolo di miglior marcatore della Serie B nel 1990.

## Palmarès

### Club

#### Competizioni nazionali
- Campionato Maranhense: 1

Moto Club: 1977
liga de portoviejo

### Individuale
- Capocannoniere del campionato Maranhense: 1

1977 (22 gol)
- Capocannoniere del campionato Cearense: 1

1979 (29 gol)
- Capocannoniere del campionato ecuadoriano: 2

1981 (25 gol), 1983 (28 gol)
- Capocannoniere della seconda divisione ecuadoriana: 1

1990 (14 gol)